# Пустовий Сергій Олегович
Сергій Олегович Пустовий (17 липня 1981, м. Охтирка, Сумська область, Українська РСР — 23 жовтня 2016, с. Славне, Мар'їнський район, Донецька область, Україна) — молодший сержант Збройних сил України, учасник війни на сході України, командир відділення (24-й окремий штурмовий батальйон «Айдар», 10-та окрема гірсько-штурмова бригада), позивний «Стрілок».
Загинув під час виконання бойового завдання.
Похований м. Охтирка, Сумська область.
По смерті залишилися батьки, сестра, дружина та син.

## Нагороди та вшанування
- Указом Президента України № 58/2017 від 10 березня 2017 року «за особисту мужність, виявлену у захисті державного суверенітету та територіальної цілісності України, самовіддане виконання військового обов'язку» нагороджений орденом «За мужність» III ступеня (посмертно)[2]
- 20 вересня 2017 року у Охтирці встановлено та освячено пам'ятну дошку Сергію Пустовому[3].